# 五里口乡
五里口乡，是中华人民共和国河南省周口市太康县下辖的一个乡镇级行政单位。

## 行政区划
五里口乡下辖以下地区：
五东村、五西村、包庄村、吴庄村、刘店村、刘庄村、新集村、桂李村、郭楼村、格大李村、范楼村、杨庄村、王寺安村、邵楼村、申庄村、王庄村、李公玉村、马小庄村、轩尧村、墩埠村、常岗店村、何楼村和李大庄村。